# Angola na letních olympijských hrách
Angola na letních olympijských hrách startovala celkem 11krát, poprvé na olympijských hrách v Moskvě v roce 1980 a od té doby vyslala své sportovce na všechny následující letní olympiády s výjimkou Letních olympijských her v Los Angeles v roce 1984. Za účast angolských sportovců je zodpovědný Olympijský výbor Angoly, založený v roce 1979.
Toto je přehled historických milníků, účastí, medailového zisku a vlajkonošů na dané sportovní události.

## Historie

### Olympiády 20. století
Angolští sportovci se na letních olympijských hrách poprvé představili v roce 1980 v Moskvě, v celkovém počtu 11 účastníků, mezi nimiž byli boxeři José Luís de Almeida, Abílio Cabral a Alberto Coelho, nebo plavec Jorge Lima. První ženskou účastnicí za stát byla plavkyně Michele Pessoa, která soutěžila na témže ročníku.
Letních olympijských her v Los Angeles v roce 1984 se Angola neúčastnila, jelikož následovala výzvu socialistických zemí k bojkotu těchto her. Na následujícím ročníku her v Soulu v roce 1988 se poprvé představili angolští judisté. Letních olympijských her v Barceloně v roce 1992 se poprvé zúčastnili také jachtaři. Angola zde navíc poprvé soutěžila na olympijském turnaji v basketbalu.
Na Letních olympijských hrách v Atlantě v roce 1996 dosáhl angolský ženský házenkářský tým, který se na hry kvalifikoval poprvé, sedmého místa, čímž zaznamenal nejlepší umístění angolských sportovců vůbec. Ročníku se poprvé zúčastnili také sportovní střelci.

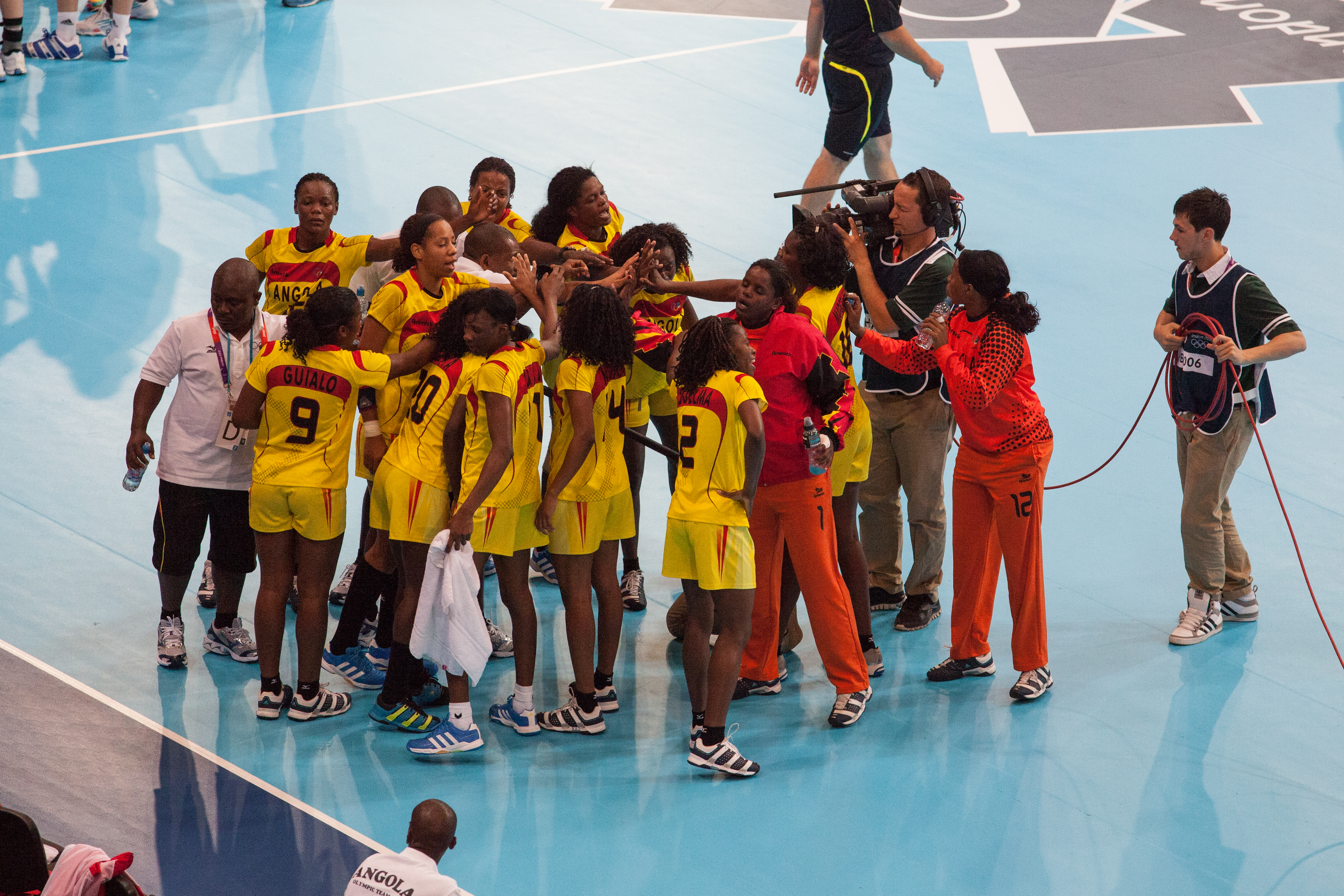
Házenkářský tým Angoly na Letních olympijských hrách v Londýně

### Olympiády 21. století
Na olympijských hrách v Sydney v roce 2000 a na hrách v Athénách v roce 2004 zůstali angolští účastníci bez medailového úspěchu. V Pekingu v roce 2008 poprvé soutěžili angolští plážoví volejbalisté a také kanoisté.
Na Letní olympijské hry v Riu v roce 2016 Angola vyslala nejvíce sportovců (celkem 26) a soutěžila v nejvíce disciplínách (celkově v 7) ze všech zemí střední Afriky, přesto ovšem nezískala žádnou medaili. Nejmladším angolským sportovcem na tomto ročníku byl atlet Leite Hermenegildo, kterému bylo 16 let, nejstarším angolským sportovcem pak byl soutěžní střelec Joao Paulo de Leiria E Slva, kterému bylo 52 let. Ženský házenkářský tým na těchto hrách dospěl až do čtvrtfinále, kde prohrál s Ruskem 27:31 a umístil se tak na osmém místě. V Riu se poprvé zúčastnili také angolští veslaři.
Ani po účasti na Letních olympijských hrách v Tokiu v roce 2020, kam Angola vyslala 20 sportovců v disciplínách atletika, judo, plavání, jachting a házená nezaznamenala země žádný medailový úspěch, stejně tak jako po Olympijských hrách v Paříži v roce 2024. Před těmito hrami byla navíc angolská delegace vystavena riziku zákazu používání angolské vlajky na hrách poté, co Světová antidopingová agentura (WADA) nařkla národní olympijský výbor za nesplnění antidopingových předpisů. Problém byl vyřešen 5. července 2024, tři týdny před začátkem olympijských her, kdy WADA Angolu od obvinění očistila.

## Účast na Letních olympijských hrách
| Dějiště LOH            | LOH      | Vlajkonoš                           | Účastníci | Zlatá medaile | Stříbrná medaile | Bronzová medaile | Celkem |
| ---------------------- | -------- | ----------------------------------- | --------- | ------------- | ---------------- | ---------------- | ------ |
| 1980 Moskva            | LOH 1980 | Fernando Lopes                      | 11        |               |                  |                  | 0      |
| 1984 Los Angeles       | 1984     |                                     |           |               |                  |                  | Ne     |
| 1988 Soul              | LOH 1988 | nebyl                               | 24        |               |                  |                  | 0      |
| 1992 Barcelona         | LOH 1992 | nebyl                               | 28        |               |                  |                  | 0      |
| 1996 Atlanta           | LOH 1996 | Palmira de Almeida                  | 28        |               |                  |                  | 0      |
| 2000 Sydney            | LOH 2000 | Nadia Cruz                          | 30        |               |                  |                  | 0      |
| 2004 Athény            | LOH 2004 | Angelo Victoriano                   | 30        |               |                  |                  | 0      |
| 2008 Peking            | LOH 2008 | João N'Tyamba                       | 32        |               |                  |                  | 0      |
| 2012 Londýn            | LOH 2012 | Antonia Moreira                     | 34        |               |                  |                  | 0      |
| 2016 Rio de Janeiro    | LOH 2016 | Luísa Kiala                         | 25        |               |                  |                  | 0      |
| 2020 Tokio             | LOH 2020 | Natália Bernardo a Matias Montinho  | 20        |               |                  |                  | 0      |
| 2024 Paříž             | LOH 2024 | Azenaide Carlosová a Edmilson Pedro | 24        |               |                  |                  | 0      |
| Celkem                 | 11       |                                     |           | 0             | 0                | 0                | 0      |
| Zdroj na Olympedia.org |          |                                     |           |               |                  |                  |        |